# Catedral de Santa María de la Asunción (Fall River)
La Catedral de Santa María de la Asunción (en inglés: Cathedral of St. Mary of the Assumption) coloquialmente conocida simplemente como la catedral de Santa María, es una iglesia histórica en la segunda calle 327, en Fall River, Massachusetts al norte de Estados Unidos. Es la catedral de la diócesis de Fall River. La catedral, construida en 1852, fue introducidoa en el Registro Nacional de Lugares Históricos en 1983, como la catedral de Santa María y su Rectoría. Es el edificio de una iglesia más antiguo que existe en la ciudad de Fall River, y fue una de las primeras parroquias de la ciudad. La catedral está dedicada a la Virgen María. El obispo actual es Edgar M. da Cunha, y el rector actual es el Rev. John C. Ozug.
El Obispo John Fitzpatrick de la diócesis de Boston colocó la piedra angular de la iglesia el 8 de agosto de 1852, en el sitio donde antes estaba la antigua iglesia de San Juan Bautista. El Obispo Fitzpatrick volvió a dedicar la estructura el 16 de diciembre de 1855, aunque el campanario estuvo sin terminar hasta 1858. En 1872, la iglesia se convirtió en una parte de la diócesis católica de nueva creación de Providence. En 1901, el Obispo Matthew Harkins consagró el santuario, y en 1904 el Papa Pío X lo nombró la iglesia catedral de la Diócesis recién creada.

## Véase también

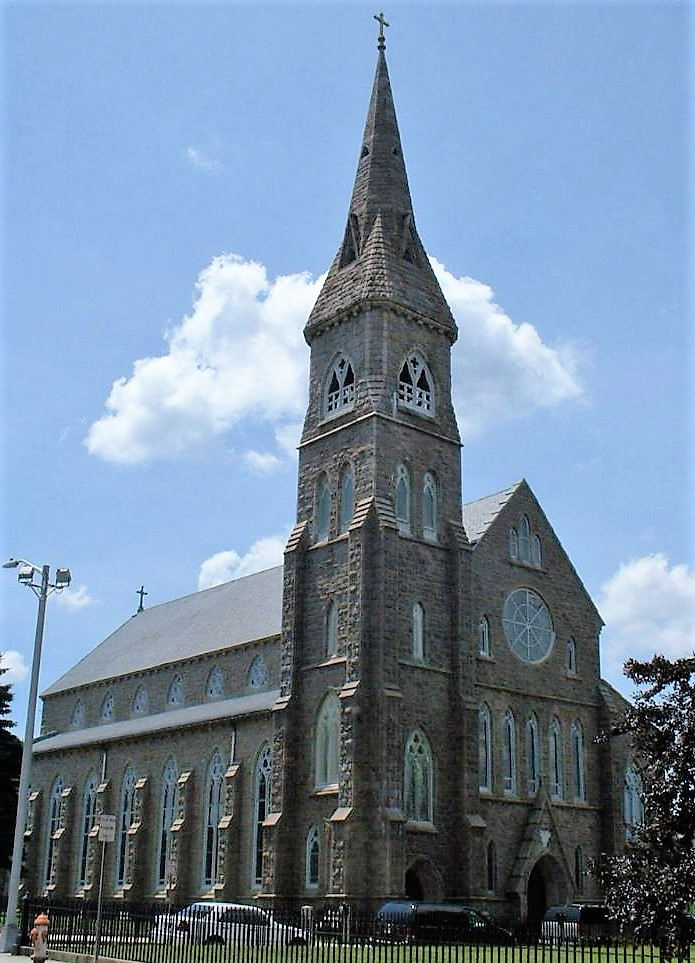
Otra Vista del templo